# José Enrique Rodó (Stadt)
José Enrique Rodó ist eine Stadt im Süden Uruguays.

## Geographie
Sie befindet sich auf dem Gebiet des Departamento Soriano in dessen Sektoren 6 und 12. José Enrique Rodó liegt nordwestlich bzw. nordnordwestlich von Cardona und Santa Catalina. In nordwestlicher Richtung sind Risso und Egaña die nächsten größeren Ansiedlungen.

## Geschichte
Am 17. November 1964 wurde José Enrique Rodó durch das Gesetz Nr.13.299 in die Kategorie „Villa“ eingestuft.

## Infrastruktur
Durch José Enrique Rodó führt die Ruta 2. Zudem liegt die Stadt an der Eisenbahnlinie „Montevideo - Mercedes“ und verfügt über einen eigenen Bahnhof, der allerdings derzeit außer Betrieb gestellt ist.

## Einwohner
Santa Catalina hatte bei der Volkszählung im Jahre 2004 2.113 Einwohner.
| Jahr | Einwohner |
| ---- | --------- |
| 1963 | 1.320     |
| 1975 | 1.788     |
| 1985 | 1.661     |
| 1996 | 1.853     |
| 2004 | 2.113     |

Quelle: Instituto Nacional de Estadística de Uruguay